# دان سبرينغ
دان سبرينغ (بالإنجليزية: Dan Spring)‏ هو لاعب هوكي الجليد كندي وأمريكي، ولد في 31 أكتوبر 1951 في روسلاند ‏ في كندا.

## وصلات خارجية
- دان سبرينغ على موقع EliteProspects.com (الإنجليزية)
- دان سبرينغ على موقع HockeyDB.com (الإنجليزية)